# Sinagoga Glockengasse di Colonia
La sinagoga Glockengasse di Colonia, oggi scomparsa, era una delle sinagoghe monumentali di Colonia (Germania). Costruita nel 1861 in stile neomoresco, fu incendiata dai nazisti nel 1938 nella notte dei cristalli e completamente demolita. Sull'area sorge adesso il Teatro dell'Opera di Colonia.

## Storia
La comunità ebraica di Colonia, cresciuta rapidamente nell'Ottocento, disponeva nel periodo pre-nazista di 5 sinagoghe. La sinagoga Glockengasse, quando fu completata nel 1861 in stile neomoresco, era la più imponente e monumentale. Fu superata nelle sue dimensioni solo dalla costruzione della Sinagoga Roonstrasse, inaugurata nel 1899 in stile neobizantino.
La sinagoga Glockengasse fu edificata su progetto dall'architetto Ernst Friedrich Zwirner, grazie all'impegno economico del banchiere Abraham Oppenheimer. I lavori, iniziati il 30 giugno 1857, furono completati il 29 agosto 1861, con la cerimonia inaugurale.
Zwirner concepì la sinagoga come uno spazio cubico sormontato da una cupola con quattro piccole pinnacoli a decorare la facciata, con un portico che però fu in seguito abbattuto per consentire l'allargamento della strada prospiciente. Proprio la cupola ricoperta di rame fu considerata la meraviglia della costruzione (anche se il rame fu poi rimosso nel corso della prima guerra mondiale e non più ricollocato). L'interno era decorato con colori vivaci. La gallerie del matroneo si estendeva sui tre lati; sul quarto si appoggiava il monumentale aron ha-kadosh di marmo di Carrara. La bimah era collocata al centro della sala.
Per quanto la sinagoga potesse ospitare comodamente seduti 226 uomini e 140 donne, le sue dimensioni si rivelarono presto troppo anguste per i bisogni di una comunità in rapida espansione. Si fecero progetti di allargamento (mai realizzati) e si pensò anche all'ipotesi di vendita e trasferimento. L'avvento del nazismo pose drammaticamente fine ad ogni progetto futuro.
Tutte le sinagoghe di Colonia furono devastate e incendiate dalle milizie naziste nella notte dei cristalli del 1938. Nel dopoguerra, soltanto la sinagoga Roonstrasse poté essere ricostruita nelle sue forme originarie tra il 1957 e il 1959 ed è oggi il centro della vita della comunità ebraica di Colonia. La sinagoga Glockengasse invece era stata demolita fino alla fondamenta e sulla sua area sorse il nuovo teatro dell'Opera di Colonia, completato nel 1957. Oggi soltanto una targa posta in loco ricorda quello che una volta era uno dei più importanti monumenti artistici della città.